# Maria de Artésia
Maria de Artésia (em francês:  Marie d'Artois; Artésia, 1291 — Wijnendale, 22 de janeiro de 1365) foi uma nobre francesa. Ela foi marquesa de Namur pelo seu casamento com João I de Namur, além de regente de Namur para o filho menor de idade, Guilherme I de 1337 a 1340.

## Família
Maria foi a terceira filha e quinta criança nascida de Filipe de Artésia e de Branca da Bretanha.
Os seus avós paternos foram Roberto II de Artésia e Amícia de Courtenay. Os seus avós maternos foram João II, Duque da Bretanha e a princesa Beatriz de Inglaterra, filha do rei Henrique III de Inglaterra e de Leonor da Provença.
Ela teve seis irmãos: Margarida, esposa de Luís de Évreux, filho de Filipe III de França; o conde Roberto III de Artésia, marido de Joana de Valois; Isabel, freira de Poissy; Joana, casada com Gastão I de Foix, Otão, e Catarina, esposa de João II de Ponthieu, Conde de Aumale.

## Biografia
Foi assinado em Paris na data de 6 de março de 1310, o contrato de casamento entre Maria e João, o qual foi confirmado em janeiro de 1313, em Poissy. O marquês era filho de Guido de Dampierre e de Isabel de Luxemburgo. Como dote, o seu marido lhe concedeu o Castelo de Wijnendale, em Flandres Ocidental, cuja transferência foi ratificada pelo conde de Flandres em 1313. Além do castelo, também recebeu terras em Wijnendale, Torhout, Langemark e Roeselare.
Quando João partiu para a Itália em 1311 com o imperador Henrique VII do Sacro Império Romano-Germânico, primo de João por parte de mãe, uma revolta eclodiu em Namur em 1313 que alguns historiadores atribuíram à sua dura política fiscal no condado. Ela e os seus três filhos ficaram encerrados no Castelo de Namur, temendo pelas suas vidas. Depois de alguma busca por ajuda militar, João finalmente conseguiu persuadir o conde Arnoldo V de Loon, um primo seu por parte de pai, a reprimir a revolta.
Em 1330, Maria ficou viúva. O rei Filipe VI de França teria declarado numa carta datada de 17 de fevereiro de 1330, que Maria renunciou voluntariamente a todos os seus direitos à sua herança em favor do seu filho João II, o novo marquês de Namur, mas também à tutela dos seus filhos ainda menores, embora este último tivesse dito que a sua mãe poderia se beneficiar dos bens da sua viúva pelo tempo que ela quisesse. No entanto, quando sua mãe, aparentemente a pedido do rei Filipe, interveio nos assuntos de Sluis (hoje conhecida como a vila de L'Ecluse na Flandres Zelandesa), as relações entre mãe e filho deterioraram-se cada vez mais.
Depois que seus filhos João II, Guido II e Filipe III sucederam sucessivamente um ao outro no título de marquês e morreram, em 1337, o título passou para seu filho Guillaume, de quinze anos. Maria assumiu, portanto, a regência. Em 1336, na qualidade de Senhora de Sluis, ela represou o Zeven Triniteitspolder (Pôlder das Sete Trindades) em Flessingue. Em 19 de setembro do mesmo ano, ela também pediu permissão ao bispo de Utrecht, João de Diest, para fundar uma igreja na ilha de Lescoer de la Nuese, perto de Axel, que só recentemente havia sido represada por ela, o que só foi autorizado em 8 de novembro de 1398. 
A regente também era a detentora do direito de patrocinar a igreja da Santíssima Trindade em Nose. A veneração da Santíssima Trindade tem origem na diocese de Liège. Desde o século X, os bispos de Liège promovem a celebração da Festa da Santíssima Trindade, que foi tornada obrigatória para toda a Igreja pelo Papa João XXII em 1334. O condado de Namur estava sob a autoridade espiritual do Bispo de Liège e Maria conhecia o culto da Santíssima Trindade. Ela colocou a igreja no terreno recém-adquirido sob a proteção da Santíssima Trindade e assim determinou o nome do povoado próximo à igreja. A cidade de Trinity foi destruída por uma enchente em 1586.
Em 23 de dezembro de 1339, Maria concedeu à cidade de Terneuzen (hoje nos Países Baixos), a confirmação dos privilégios que possuía sob Roberto de Béthune. Uma carta datada de 10 de março de 1340 mostra que Maria tinha direitos de patrocínio ("Jus patronatus") da Igreja da Trindade em Terneuzen.
Em 20 de fevereiro de 1342, ela se tornou senhora de Merode (ou Méraude) ao adquirir o Castelo de Poilvache que comprou de João da Boêmia, o qual transferiu para o seu filho, Guilherme, em 11 de setembro de 1353. Em 2 de outubro de 1344, ela também comprou as aldeias de Lomprez, Villance, Vireux, Graide, Maissin, Havenne, Focant, Martouzin-Neuville, Nassogne, Seny e Terwagne, todas na atual Bélgica. Maria emitiu moedas de esterlina com o sua imagem em Merode. 
Maria faleceu em 22 de janeiro de 1365, com cerca de 73 ou 74 anos, e foi enterrada na Igreja dos Cordeliers, em Namur.

## Descendência
- João II de Namur (1310/12 – 2 de abril de 1335), sucessor do pai em 1330. Não se casou e nem teve filhos;
- Guido II de Namur (1311/13 – 12 de março de 1336), sucessor do irmão em 1335. Não se casou e nem teve filhos;
- Henrique de Namur (1312/13 – 8 de outubro de 1333), canône na Catedral de Chartres, e em 1324, na Catedral de Cambrai.
- Branca de Namur (1320 – 1363), rainha da Suécia e Noruega como esposa de Magno IV da Suécia, com quem teve três filhos, incluindo os reis Haakon VI da Noruega e Érico XII da Suécia;
- Filipe III de Namur (1319 – setembro de 1337), sucessor do irmão em 1336. Não se casou e nem teve filhos. Foi assassinado em Famagusta, hoje no Chipre;
- Maria de Namur (1322 – antes de 29 de outubro de 1357), seu primeiro marido foi Henrique II, Conde de Viaden, com quem teve uma filha chamada Maria. Já com o segundo marido Teobaldo de Bar, Senhor de Pierrepont, teve duas filhas: Iolanda e Isabel;
- Margarida de Namur (1323 – 13 de setembro de 1383), freira em Peteghem;
- Guilherme I de Namur (1324 – 1 de outubro de 1391), sucessor do irmão em 1337. Foi primeiro casado com Joana de Hainaut (ou Beaumont), e depois foi casado com Catarina de Saboia-Vaud, com quem teve quatro filhos;
- Roberto de Namur (1325 – 1/29 de abril de 1391), senhor de Beaufort-sur-Meuse t de Renaix e Marechal de Brabante. Ele era próximo do rei Eduardo III de Inglaterra, e se tornou um Cavalheiro da Ordem da Jarreteira em 1369. Foi primeiro casado com Isabel de Hainaut, irmã da consorte de Eduardo, Filipa de Hainaut. Sa segunda esposa foi Isabel de Melun, senhora de Viane. Teve dois filhos ilegítimos;
- Luís de Namur (1325 – 1378/86), senhor de Peteghem e de Bailleul, conselheiro, e governador de Namur. Foi casado com Isabel, senhora de Roucy, mas não teve filhos;
- Isabel de Namur (1329 – 29 de março de 1382), foi a primeira esposa de Ruperto I, Eleitor Palatino do Reno. Sem descendência.